# Bipora flabelloformis
Bipora flabelloformis är en mossdjursart som beskrevs av Lu 1991. Bipora flabelloformis ingår i släktet Bipora och familjen Biporidae. Inga underarter finns listade i Catalogue of Life.